# Oskars Bārtulis
Oskars Bārtulis (* 21. Januar 1987 in Ogre, Lettische SSR) ist ein lettischer Eishockeyspieler, der seit 2021 beim HC Porto aus der spanischen Superliga spielt.

## Karriere
Oskars Bārtulis begann seine Karriere als Eishockeyspieler bei Prizma ’83 Riga, für das er von 2001 bis 2003 in der lettischen Eishockeyliga, sowie der Division B der East European Hockey League aktiv war. Die Saison 2002/03 beendete der Verteidiger jedoch bei Vilki Riga in der lettischen Eishockeyliga.
Zur Saison 2003/04 erhielt er einen Vertrag beim HK ZSKA Moskau, kam jedoch nur für dessen zweite Mannschaft in der Perwaja Liga, der dritten russischen Spielklasse, zum Einsatz. Daraufhin wechselte der Linksschütze in die kanadische Juniorenliga Ligue de hockey junior majeur du Québec, in der er von 2004 bis 2007 für die Moncton Wildcats, die ihn beim CHL Import Draft 2004 in der ersten Runde als insgesamt 27. Spieler ausgewählt hatten, und Cape Breton Screaming Eagles auf dem Eis stand. Mit den Moncton Wildcats gewann er dabei in der Saison 2005/06 die Coupe du Président.
Im Sommer 2007 wurde Bārtulis von den Philadelphia Flyers, die ihn bereits im NHL Entry Draft 2005 in der dritten Runde als insgesamt 91. Spieler ausgewählt worden war, in den Kader ihres Farmteams eingeteilt. Nachdem er in den folgenden beiden Jahren ausschließlich für die Philadelphia Phantoms in der American Hockey League aufgelaufen war, gab er in der Saison 2009/10 sein Debüt in der National Hockey League für die Flyers, nachdem er die Spielzeit bei deren neuem AHL-Farmteam Adirondack Phantoms begonnen hatte. Nach weiteren neun NHL-Spielen erhielt Bārtulis Anfang Dezember 2009 eine Vertragsverlängerung über drei Jahre bei den Flyers.
Ende Juni 2012 kauften sich die Flyers aus dem laufenden Vertrag mit Bārtulis heraus, nachdem er in der Saison 2011/12 ausschließlich für die Phantoms in der AHL gespielt hatte.
Zwischen 2012 und 2014 stand Bārtulis beim HK Donbass Donezk in der Kontinentalen Hockey-Liga unter Vertrag und gehörte dabei zu den beständigsten Verteidigern des Teams. Zudem gewann er in dieser Zeit mit Donbass den IIHF Continental Cup. Nach der Saison 2013/14 zog sich der Klub aufgrund der Krise in der Ukraine vom Spielbetrieb zurück und Bārtulis war zunächst ohne Vertrag, ehe er Mitte September 2014 von Barys Astana verpflichtet wurde.
Zwischen 2015 und Dezember 2017 gehörte Bārtulis zum Kader von Admiral Wladiwostok und bekleidete dort das Amt des Mannschaftskapitäns, ehe er im Dezember 2017 an Salawat Julajew Ufa abgegeben wurde.
In der Saison 2018/19 war er zunächst ohne Beschäftigung, ehe er im November 2018 von Kunlun Red Star aus der KHL verpflichtet wurde und bis zum Ende der Hauptrunde 15 Spiele für den chinesischen Klub absolvierte. Im Sommer 2019 kehrte er nach Lettland zurück und spielte ab Oktober 2019 für Dinamo Riga. In 28 KHL-Partien für Dinamo erreichte er 8 Scorerpunkte. Zu Beginn der folgenden Saison stand Bārtulis beim HK Mogo aus der lettischen Eishockeyliga unter Vertrag, ehe er im Dezember 2020 von den Black Wings Linz aus der ICE Hockey League verpflichtet wurde. 2021/22 spielte er dann wieder in Mogo. Nach einem Jahr Pause schnürt er seit 2023 die Stiefel für den HC Porto aus der spanischen Superliga.

### International
Für Lettland nahm Bārtulis an den U18-Junioren-Weltmeisterschaften der Division I 2003 und 2004 sowie den U20-Junioren-Weltmeisterschaften der Division I 2004, 2005 und 2007 und der Top-Division 2006 teil.
Mit der lettischen Herren-Auswahl spielte er bei den Weltmeisterschaften 2005, 2009 und 2012. Zudem vertrat er seine Farben bei den Olympischen Winterspielen 2010 in Vancouver und 2014 in Sotschi sowie bei den Qualifikationsturnieren für die Winterspiele 2014 und 2018. Außerdem nahm er mit den Balten am Deutschland Cup 2020 teil.

## Erfolge und Auszeichnungen
- 2005 CHL Top Prospects Game
- 2005 LHJMQ All-Rookie-Team
- 2005 CHL All-Rookie-Team
- 2006 Coupe-du-Président-Gewinn mit den Moncton Wildcats
- 2007 LHJMQ Second All-Star-Team
- 2013 IIHF-Continental-Cup-Gewinn mit dem HK Donbass Donezk
- 2016 KHL All-Star Game

### International
- 2005 Aufstieg in die Top Division bei der U20-Junioren-Weltmeisterschaft der Division I
- 2007 Bester Verteidiger der U20-Junioren-Weltmeisterschaft der Division I, Gruppe A

## Karrierestatistik

### International
(Legende zur Spielerstatistik: Sp oder GP = absolvierte Spiele; T oder G = erzielte Tore; V oder A = erzielte Assists; Pkt oder Pts = erzielte Scorerpunkte; SM oder PIM = erhaltene Strafminuten; +/− = Plus/Minus-Bilanz; PP = erzielte Überzahltore; SH = erzielte Unterzahltore; GW = erzielte Siegtore; 1 Play-downs/Relegation; Kursiv: Statistik nicht vollständig)